# Gregoriansk sång

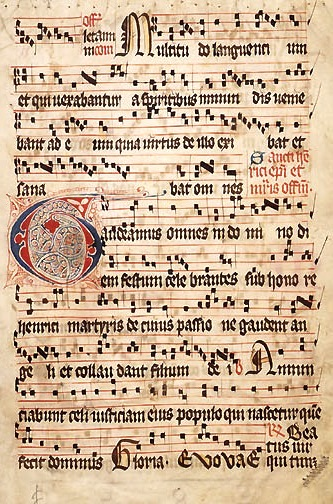
Introitus Gaudeamus omnes, nedtecknad under 1300-1400-talet i verket Graduale Aboense, hyllar Sankt Henrik.

Gregoriansk sång är en enstämmig, rytmiskt fri, ursprungligen oackompanjerad liturgisk sång, främst inom den romersk-katolska kyrkan men även inom lutherska kyrkor som har traditionell liturgi. (Inom Svenska kyrkan finns en förening för den gregorianska sångens utbredande: Laurentius Petri Sällskapet för svenskt gudstjänstliv.) Denna sångtyp är uppkallad efter påven Gregorius den store (540-604). Gregoriansk sång är officiell musik inom den katolska kyrkans romerska rit (som omfattar större delen av den katolska kyrkan). De centrala delarna av den gregorianska repertoaren fick sin klassiska form i Frankerriket under karolingertiden, dvs. 700-talets andra hälft och 800-talets början; de är baserade på äldre sångtraditioner i både Rom och Frankerriket. Efterbildningar av gregoriansk sång förekommer även på olika moderna språk, bl.a. svenska. I original är den en sång med ett intimt samband mellan ord och ton, (latinsk) text och melodi; de flesta av melodierna bör kanske snarare betraktas som en form av textartikulation än som melodier i vanlig bemärkelse.

## Musiken
Psalmtoner är benämningen på de recitationsformler som används vid recitation av Psaltarens psalmer och likartade texter.
Med antifonal eller växelkörig sång menas utförandet av bl.a. Psaltarens psalmer i växling mellan två körer eller körgrupper. Responsorial sång utförs som växelsång mellan solist och kör eller församling.
Den gregorianska sången använder sig av diatoniska skalor, dvs. skalor av sju toner med på olika sätt omväxlande hela och halva steg (modi, jfr kyrkotonart). I en del av repertoaren märks förankringen i sångtraditioner med pentatonisk skala, men få gregorianska melodier är renodlat pentatoniska.
Melodierna är av många olika slag, alltifrån enkla recitationsmodeller till syllabiska, gruppmelodiska eller rikt ornamenterade melodier med långa melismer.

## Historik
Gregoriansk sång organiserades och upptecknades huvudsakligen i Frankerriket mellan 900-talet och 1200-talet, men kompletterades och redigerades även senare. Texterna och många av melodierna är dock betydligt äldre än så. Tidigare har påven Gregorius den store angetts som den gregorianska sångens upphovsman, men senare tids forskning hävdar att den uppstod ur en syntes av romersk och gallisk sång. Att uppkalla sången efter en påve var emellertid ett bra sätt att marknadsföra den nya stilen och ge den sakral tyngd i syfte att skapa ett liturgiskt protokoll som skulle kunna användas i hela den romerska kyrkan.
Under de följande århundradena var sångstilen central för kyrkomusiken och utgjorde en dominerande plattform för nya tolkningar och kompositioner. Nykomponerad musik med nya texter introducerades först inom ramen för den vanliga monofoniska liturgiska sången. Den senmedeltida stilen, organum, lade till en eller flera röster (och fungerade då som cantus firmus) och skapade på så sätt en ny komposition som födde polyfonin i västerländsk musik. De franska kompositörerna Leoninus och Perotinus, ledande inom den så kallade Notre Dame-skolan i slutet av 1100-talet, fortsatte att avsluta sina organum-verk med monofoniska sångpassager och tydliggjorde därmed kopplingen till den äldre traditionen (Företeelsen monofonisk sång sida vid sida med polyfonisk notation förekom ännu så sent som 1600-1700-tal där den franske barockkompositören François Couperin (1668–1733) skrev orgelmässor som skulle framföras med intervaller av monofonisk sång). Även om den gregorianska sången på många håll kom ur bruk efter barocken och på andra levde kvar endast i kraftigt omarbetad form, återupplevde den gregorianska sången en ny storhetstid under 1800-talet i den romersk-katolska kyrkan och i den anglokatolska grenen av Anglikanska kyrkogemenskapen. 

### Organisation
Gregoriansk sång delas in i åtta modi eller kyrkotonarter som präglas av användning av olika skalor och varierande avstånd mellan melodiernas huvud- och sluttoner. Typiska drag för sångens recitationsmodeller är bland annat initium, mittkadens respektive slutkadens som rör sig kring den recitativa ton som är karaktäristisk för skalan i lika hög grad som dessa grundton, finalis. De flesta melodier använder sig av övertagna melodiska formler, ibland sammanfogade med en teknik som kallas centonisation, ibland varianter på olika standardmelodier. 
Även om de moderna sju-toniga dur- och mollskalorna är nära släkt med två av dessa kyrkotonarter (den joniska och eoliska) lyder de under olika harmoniska regler. Kyrkotonarterna baseras på sex-toniga mönster kallade hexakord där de viktigaste tonerna kallas dominant, dvs. huvudton, och finalton (finalis), dvs. slutton. Beroende på var sluttonen hamnar i hexakordets sekvens kallas tonarten för autentisk eller plagal. (Ursprungligen sade man i stället för "autentisk" autentus, dvs. "huvud(form)". Kyrkotonarter med samma finalton delar alltså vissa karakteristika och det är enkelt att växla mellan dessa tonarter. På grund av detta delas de åtta kyrkotonarterna upp i fyra större grupperingar beroende på deras respektive finalton.

### Notation
De äldsta manuskripten upptecknades i en grafisk stil där de olika tecknen kallas neumer. Vissa neumtecken visar hur körledarens händer skall placeras, det vill säga om tonföljden skall upp, ner eller om sångarna skulle ligga kvar på tonen. Texter skrevs vid den här tiden på dyrt pergament och därför kortade man ner texten så mycket som möjligt och med neumerna skrivna ovanför texten. Detta var en notation utan stödlinjer och någon exakt melodi kunde därför inte utläsas från skriften. Repertoaren lärdes in utantill, och neumskriften var endast ett stöd för minnet; den innehåller dock många upplysningar om textartikulation och rytmisk variation. I senare nedteckningar skrevs neumerna in i notsystem bestående av en eller flera linjer. Under senare medeltid uppstod mensuralnotskriften från vilken moderna notsystem utvecklades under 1500-talet. Gregoriansk sång var den dominerade musikaliska traditionen i hela Europa och utgjorde därmed grunden för all senare musikalisk utveckling i västerländs musik. Nästa steg i denna utveckling togs i och med framväxten av polyfonisk musik kring 1000-talet.

### Framförande
Gregoriansk sång sjungs traditionellt av mans- och gosskörer i kyrkorna, eller av kvinnor respektive män i klosterordnar.  Romersk-katolska kyrkan förespråkar officiellt den gregorianska sången som mest lämpad för tillbedjan i den romerska riten.  Det är ett vanligt missförstånd att Andra Vatikankonciliet avskaffade latinet (och den gregorianska sången)  i mässan. Det var den senare utvecklingen som ledde till att latinet - och därmed sångrepertoaren - försvunnit på många håll. Men konciliet värnade snarare om traditionen, och den gregorianska sången på latin anses fortfarande vara den ”förnämsta bland likar” bland de olika formerna för sång i mässan. I den ”gamla” mässan (tridentinska mässan) som rehabiliterats av  Påven Benedictus XVI som bestämde att den ska kallas den romerska ritens ”extraordinära” form, har gregoriansk sång en självklar plats. Så är den också den romerska ritens musik så som den framförs i mässan och Västkyrkans tidegärd. Även om den gregorianska sången ersatte eller marginaliserade andra former av gudstjänstsång på latin i västkyrkan används fortfarande ambrosiansk sång i Milano. Den mozarabiska sången i Spanien är mera ofullständigt känd.Under det sena 1900-talet fick den gregorianska sången ett musikvetenskapligt och populärmusikaliskt uppsving både inom och utanför den romersk-katolska kyrkan.

### Utveckling ur monofon sång
Sång har varit en del av den kristna liturgin sedan kyrkans tidigaste dagar. Fram till mitten av 1990-talet var det ett vida accepterat faktum att psalmodin i den tidiga judiska gudsdyrkan signifikant påverkade och bidrog till Fornkyrkans ritual och sång. Den här synen förespråkas inte längre generellt bland forskare då analyser visar att de flesta tidiga kristna psalmer inte använde Psaltaren i texter och att psaltarpsalmer inte sjöngs i synagogorna i flera sekler efter Jerusalems förstöring år 70. Emellertid införlivade tidigkristen rit delar av judisk tillbedjan som överlevde i senare sångtradition. Tidegärden har sina rötter i de judiska bönestunderna. "Amen" och "Halleluja" kommer från hebreiskan och den trefaldiga "sanctus" stammar från den likaledes trefaldiga "kadosh" i kadushah.
Nya testamentet nämner psalmsång under den sista nattvarden: När de hade sjungit lovsången gick de ut till Olivberget. Andra tidiga vittnen, såsom Clemens I, Tertullianus, Athanasios och Egeria bekräftar denna praxis, även om detta skedde på ett poetiskt eller oklart sätt som inte visar hur musik lät under denna tid.  Den grekiska hymnen "Oxyrhynchus psalm" från 200-talet överlevde med musikalisk notation, men kopplingen mellan denna psalm och den monofona traditionen är oklar. 
Musikaliska inslag som senare skulle användas i den romerska riten uppträdde under 200-talet. Den apostoliska traditionen, som tidigare tillskrivits teologen och kyrkofadern Hippolytus, vittnar om att Hallel-psalmer sjöngs med Halleluja som refräng i tidigkristna agapemåltider.  De sånger som sjungs under tidegärden har sina rötter i det tidiga 300-talet, där vandringsmunkar som följde Antonios Eremiten introducerade bruket av kontinuerlig psalmsång och sjöng hela cykeln om 150 psalmer varje vecka. Runt år 375 blev antifonal psalmodi populär i den kristna Östern, kanske introducerade Ambrosius år 386 detta bruk i den kristna Västern.
Forskare är oeniga om hur monofon sång utvecklades från 400-talet till 800-talet, eftersom det inte finns särskilt många källor från denna period. Runt år 410 beskrev Augustinus förekomsten av responsorial sång i gradualpsalmen under mässan. Omkring år 520 utarbetade Benedikt av Nursia den så kallade Benediktinregeln, i vilken gudstjänstordningen fastställs. År 678 lärde man ut romersk sång i York.  Under denna period framträdde utmärkande regionala skillnader i den monofona sången, särskilt på Brittiska öarna (Keltisk sång), Spanien (Mozarabisk sång), Gallien (Gallisk sång) och Italien (Antik romersk sång, Ambrosiansk sång och Beneventansk sång). Dessa olika traditioner kan ha uppstått ur en hypotetisk årlig repertoar av monofon sång från 400-talet efter det romerska rikets fall.

### Den nya traditionens ursprung

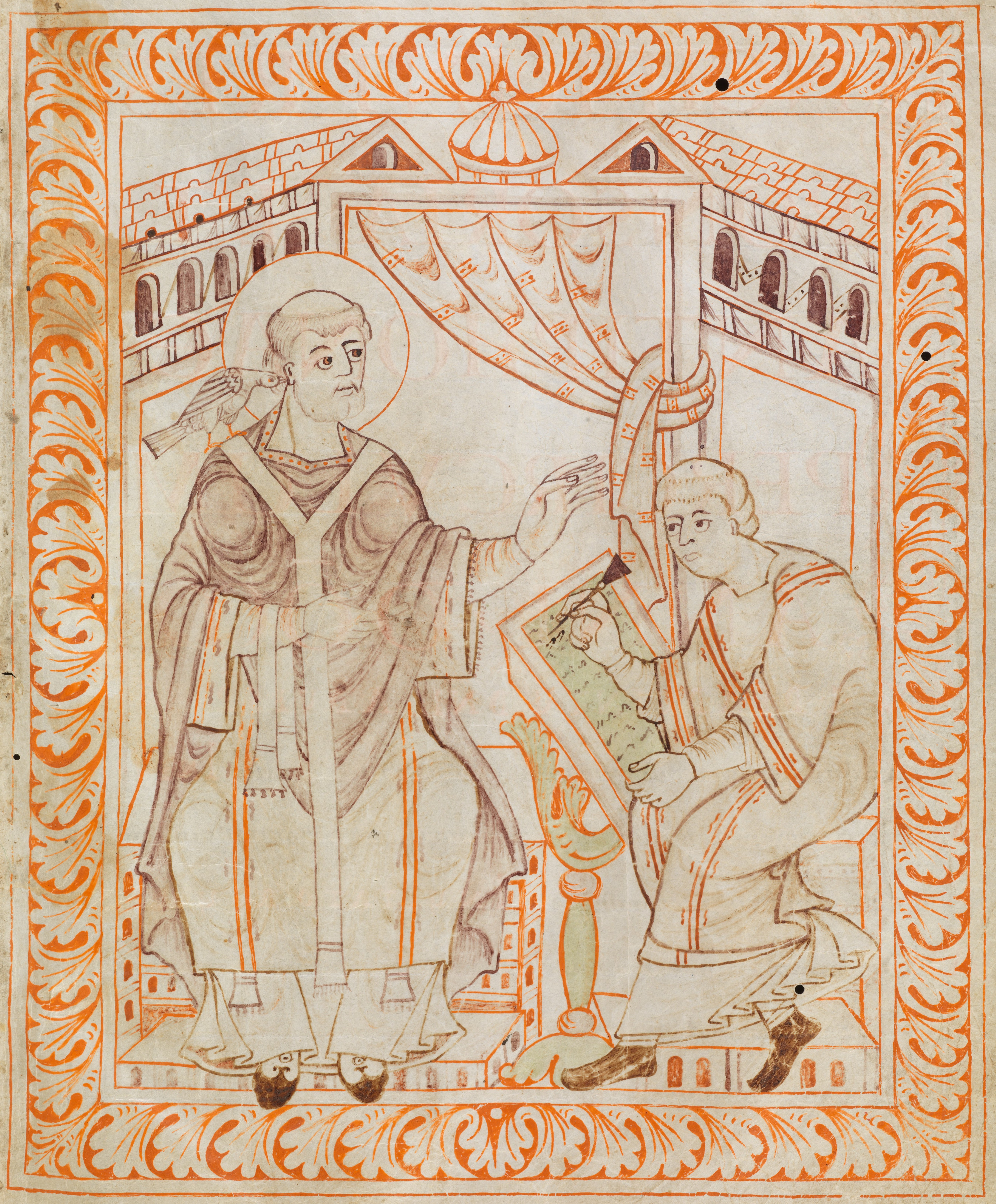
En duva som här representerar den helige Ande sitter på Gregorius I:s axel som en symbol för gudomlig upplysning

Den gregorianska repertoaren systematiserades för användning i den romerska riten. Enligt James McKinnon sammanställdes den centrala liturgin i mässan under en kort period under 700-talet genom ett project som leddes av Chrodegang av Metz. Andra forskare, bland andra Andreas Pfisterer och Peter Jeffery, hävdar att de äldsta delarna i repertoaren är ännu äldre.
Forskarna är oeniga om merparten av melodierna tillkom i Rom innan 600-talet, eller i Frankerriket under 700- och det tidiga 800-talet. Traditionalisterna pekar på bevis som stöder Gregorius I:s viktiga roll mellan 590 och 604, såsom hävdas i Heinrich Bewerunges artikel i Catholic Encyclopedia.  Den rådande konsensus, vilken bland annat stöds av Willi Apel och Robert Snow, hävdar att gregoriansk sång utvecklades runt år 750 från en blandning av romersk och gallisk sång på beställning av karolingiska ledare i Frankrike. Under ett besök i Gallien år 752-753 firade Stefan II  mässa där romersk sång ingick. Enligt Karl den store övergav hans far Pippin den lille den lokala galliska riten till förmån för den romerska i syfte att stärka sina förbindelser med Rom.  Karl fortsatte på den inslagna vägen. För honom blev en enhetlig liturgi efter romersk förebild med tillhörande sång ett viktigt instrument för att skapa inre enhet inom sitt imperium. 
År 785-786 sände Hadrianus I ett påvligt sakramentarium med romerska böner och gudstjänstordningar till det karolingiska hovet, och även sångböcker kan ha importerats från Rom. Denna romerska sång kom dock, när den tillämpades i Frankerriket, att modifieras under inflytande av inhemsk sångtradition. Denna frankisk-romerska karolingiska sång, utökad med nya sånger för att räcka hela det liturgiska året, blev känd som gregoriansk sång. Ursprungligen uppkallades denna sång efter den dåtida påven Gregorius II,  men senare tillskrevs denna typ av sång hans mer kände företrädare Gregorius I. Han avbildades i färd med att diktera monofonisk sång inspirerad av en duva som symboliserar den helige Ande och gav på sätt sakral tyngd till den gregorianska sången. Gregorius författarskap var länge allmänt accepterat som ett faktum. men har dock ifrågasatts av allt fler forskare på senare tid, bland annat därför att Schola cantorum i Rom knappast kan ha tillkommit förrän 650-675.
I Frankerriket utbildades också det system av åtta modi (tonsläkten, kyrkotonarter) som alltsedan dess räknats som karakteristiskt för den gregorianska sången. Från början var avsikten att informera om vilka antifoner som passade samman med vilka psalmtoner. I realiteten ryms inte hela repertoaren inom systemet med åtta tonsläkten. I de senaste utgåvorna av gregoriansk sång från klostret i Solesmes (som har i uppdrag att ge ut officiella utgåvor av gregoriansk sång för den romersk-katolska kyrkan) finns därför fler modi än de traditionella åtta.

### Utbredning och ledning
Gregoriansk sång framträdde på kort tid i en anmärkningsvärt likriktad form över Europa. Karl den store, år 800 upphöjd till "romersk" kejsare, såg i syfte att befästa sitt religiösa och världsliga inflytande till att den gregorianska sången spreds över hans rike, med hot om straff för de kyrkans män som inte anammade den nya stilen.  Via engelska och tyska källor spreds sången till Skandinavien, Island och Finland.   År 885 bannlyste Stefan V den kyrkslaviska liturgiin, vilket ledde till att den gregorianska sången fick herravälde även i vissa länder i öst, till exempel Polen, Mähren, Slovakien och Österrike.
De övriga monofona repertoarerna i den kristna västvärlden stod nu inför hård konkurrens från den nya sången. Karl den store fortsatte sin faders tradition att föredra den romerska riten framför lokal gallisk tradition. På 800-talet hade den galliska riten och sången i princip eliminerats, även om det inte skett utan lokalt motstånd.
Den gregorianska sången i Sarumriten ersatte keltisk sång. Gregoriansk sång levde i samexistens med beneventansk sång i över ett sekel innan den senare övergavs genom påvligt dekret år 1058. Den mozarabiska sången överlevde visigoterna och morerna men inte de Rom-stödda prelater som skickades till Spanien under Reconquista. Den moderna mozarabiska sången används nu bara på ett fåtal platser men är påverkad av gregoriansk sång och har därför inte så stora likheter med originalet. Endast ambrosiansk sång har överlevt, genom bevarande i Norditalien och en del av Schweiz, delvis på grund av Ambrosius Milanos musikaliska rykte och sakrala vikt.
Gregoriansk sång ersatte till slut även den lokala traditionen i själva Rom, den som numera är känd som gammalromersk sång. På 900-talet nedtecknades nästan ingen musik i Italien. I stället importerade romerska påvar gregoriansk sång från de tyska kejsarna under 900- och 1000-talet. Till exempel lades credo (trosbekännelsen) till i den romerska riten år 1014 på kejsaren Henrik II:s befallning.  Förstärkt av historien om Gregorius I och dennes betydelse för gregoriansk sång antogs så stilen som officiell, ett missförstånd som inte förrän under senare tid påvisats. Under 1100- och 1200-talen hade gregoriansk sång ersatt eller marginaliserat alla andra monofoniska stilar i Västkyrkan.
Senare källor till dessa stilar visar ett ökande gregorianskt inflytande, till exempel enstaka försök att kategorisera sångerna enligt de gregorianska kyrkotonarterna. På samma sätt införlivade den gregorianska repertoaren delar av de förlorade monofoniska verken, något som kan påvisas genom varsam stilistisk och historisk analys. Till exempel anses Improperierna på Långfredagen vara en kvarleva av den galliska sången. 

### Tidiga källor och senare revisioner
De första bevarade källorna med notskrift upptecknades ca 930 (Graduale Leon). Innan dess hade monofon sång traderats muntligen. De flesta forskare är ense om att utvecklingen av notation bidrog till utbredningen av sång i Europa. De tidigare noterade manuskripten kommer företrädesvis från Regensburg i Tyskland, Sankt Gallens kloster i Schweiz, Laon och Sankt Martials kloster i Frankrike.
Gregoriansk sång har under sin långa historia varit föremål för många revisioner för att anpassa den till rådande smak och praxis. Den senare revision som utförts vid benediktinerklostret i Solesmes har övergått i ett gigantiskt försök att restaurera den påstått förvanskade sången till ett hypotetiskt originalutförande. Tidig gregoriansk sång anpassades till att överensstämma med den förmodade strukturen av kyrkotonarterna. År 1562-1563 bannlyste Tridentinska kyrkomötet de flesta sekvenserna. Giovanni Guidettes Directorium chori från 1582, och Editio medicea, publicerad 1614, innebar en drastisk revision av vad som uppfattades som förvanskat och bristfälligt "barbari" genom att låta sången förändras till de samtida estetiska kraven.  År 1811 krävde den franske musikvetaren Alexandre-Étienne Choron, som en del av en konservativt präglad reaktion på de mer liberala katolska ordnarnas brist på effektivitet under den franska revolutionen, att man skulle återvända till den mer "renodlade" gregorianska sången istället för att använda de franska versionerna. 
Under sent 1800-tal upptäcktes och redigerades tidiga liturgiska och musikaliska dokument. Dom Prosper Guaranger hade tidigare återupplivat klostertraditionen i Solesmes. Att återupprätta gudstjänstordningen var en av hans huvudsakliga mål, men det fanns inte några riktigt bra sångböcker. Munkar sändes ut till bibliotek i hela Europa för att hitta relevanta manuskript. År 1871 gavs emellertid den gamla Edition Medicea-utgåvan ut på nytt av Pustets förlag i Regensburg och Pius IX förklarade detta vara kyrkans officiella version. I fövissningen om att man var på rätt väg intensifierade Solesmes sina ansträngningar. År 1889, efter decennier av forskning, gav klostret i Solesmes ut den första boken i en planerad serie kallad Paléographie Musicale. Incitamentet för detta var att man ville visa på förvanskningen i Medicea jämfört med bilder av olika versioner av originaldokument av en och samma sång, något som man från Solesmes sida ville visa på vikten av klostrets reformer. Munkarna i Solesmes tog till sitt tyngsta artilleri, i det man använde den akademiskt vederhäftiga Paléographie Musicale som huvudvapen i strävan för att en gång för alla överge den förvanskade Pustet-utgåvan. 
Genom att visa på överensstämmelse mellan olika manuskript (vilka publicerades i faksimil med omfattande kommentarer) lyckades Solesmes visa fram en praktisk rekonstruktion. Denna återskapade sång fick akademiskt bifall, men accepterades inte av Rom förrän 1903 då Leo XIII avled. Hans efterträdare, Pius X, antog omedelbart Solesmes version - nu sammanställd till Liber usualis - som auktoritet på området. År 1904 beställde Vatikanen en egen utgåva av Solesmesversionen. Nu uppstod omfattande akademiska debatter, främst beroende på de stilistiska friheter som Solesmes redaktörer tagit för att lansera sin version av rytm. Solesmes-utgåvorna lade till frasering och förlängning av toner (episema och mora) som inte fanns i originalkällorna. På samma sätt utelämnade man viktiga bokstäver som fanns i originaldokumenten och som gav instruktioner för rytm och uttal, till exempel snabbare eller långsammare takt. Dessa redaktionella friheter har gjort att Solesmes version ifrågasatts. 
Ända sedan arbetet med restaureringarna inleddes i Solesmes har det förekommit utdragna diskussioner om vilken väg man skulle välja. En del förespråkade en strikt akademisk inställning och ville skjuta upp publiceringen, medan andra fokuserade på den praktiska tillämpningen och ville ersätta den förvanskade versionen så snart som möjligt. Nu, över ett sekel senare, finns det fortfarande en klyfta mellan den strikt musikvetenskapliga synen och det praktiska behovet för sångarna. På det sättet står det etablerade sättet på vilket sången framfört i strid med musikvetenskapliga bevis.
I sitt motu proprio, Tra le sollecitudini, gav Pius X sitt tillstånd till användandet av gregoriansk sång och uppmuntrade troende att sjunga ordinarium, även om han reserverade proprium för män. Även om denna sedvänja fortfarande råder i traditionellt katolska sammanhang, tillämpar kyrkan inte längre denna regel. Andra Vatikankonciliet medgav officiellt att den gregorianska sången får ersättas av annan musik, i synnerhet sakral polyfonisk sång, även om konciliet påpekade att gregoriansk sång fortfarande är den katolska kyrkans officiella musikstil och således den bäst lämpade för andakt. 

## Musikalisk form

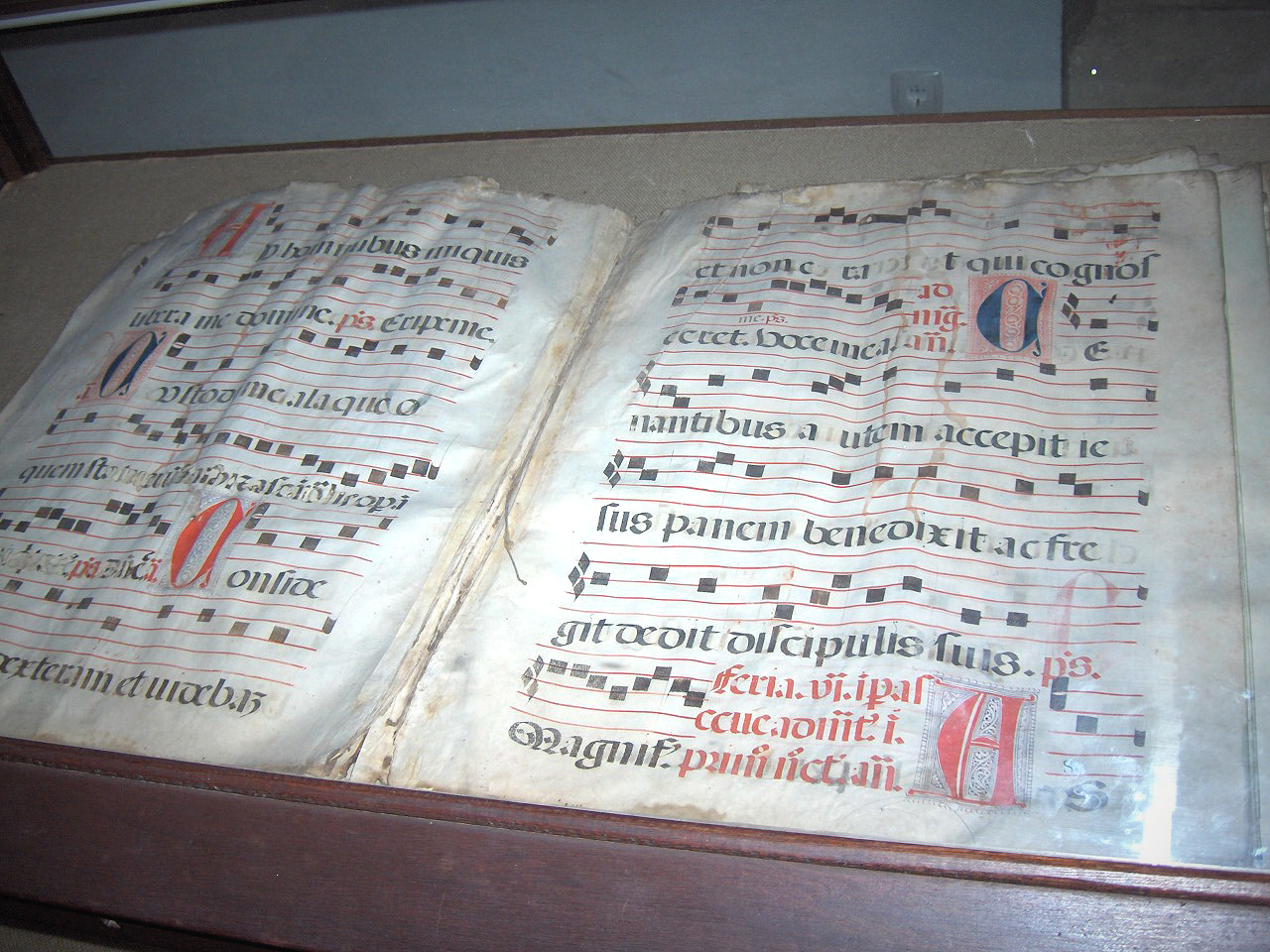
Missale med gregorianska sånger

Gregoriansk sång är vokal musik där texter, fraser, ord och även stavelser kan sjungas på olika sätt. Den enklaste är recitativ på samma ton, vilken kallas "syllabisk" eftersom varje stavelse sjungs med en enskild ton. På samma sätt är ofta enkla sånger helt syllabiska med endast ett smärre ögonblick där två eller fler noter sjungs i samma stavelse. Neumatiska sånger är mer utsirade med ett överflöd av ligaturer, det vill säga sammanbindning av toner men skrivet som en enstaka sammansatt neumer. Melismatiska sånger är de mest utsirade sångerna i vilka sirliga melodier sjungs på långa, utdragna vokaler som i till exempel Halleluja, där stavelserna kan sjungas från fem till sex toner per stavelse till över sextio toner i de mera omständliga melismerna.
Gregoriansk sång delas in i två huvudsakliga melodityper: recitativ och fria melodier.  Den enklaste melodin är det liturgiska recitativet Recitativa melodier domineras av en ton som kallas recitationston. Andra toner är typiska för incipit, halvkadens och fullkadens. Dessa sånger är i huvudsak syllabiska. Ett exempel är kollektbönen under påsken som består av 127 stavelser sjungen på 131 toner, där 108 av tonerna är recitativtonen A och de övriga 23 går ner till tonen G. Liturgiska recitativ återfinns vanligen i den liturgiska Accentus Ecclesiasticus-sången, till exempel intonationerna till kollekten, episteln och evangeliet under mässan och i den psalmodin under tidegärden.
- Psalmodisk sång, vilken intonerar psalmer, inkluderar både recitativ och fria melodier. Psaltarpsalmer innefattar direkt psalmodi, antifonal sång och responsorialsång. [27] I direkt psalmodi sjungs psalmverserna utan refräng och till enkla toner. De flesta psalmodiska sånger är antifonala och responsoriala och sjungs till fria melodiaer av varierande komplexitet.
- Antifonala sånger som till exempel Introitus och Communio, var ursprungligen växelvisa sånger som framfördes av två körer där den ena sjöng psalmversen och den andra kören sjöng en refräng som kallades för antifon. Över tiden minskade antalet verser, vanligen ner till en enstaka vers och doxologin, eller utelämnades helt. Antifonala sånger bär tydliga spår av sitt ålderdomliga ursprung som eleganta recitativ genom de recitativa tonerna i dess melodier. Vanliga sånger, som till exempel kyrie och Gloria, anses inte vara antifonala sånger, även om de ofta framförs antifonalt.
- Responsorial sång som till exempel Graduale, Halleluja, Offertorium och mässans responsorier, bestod ursprungligen av en refräng kallad respons som växelvis sjöngs av en kör där verserna sjöngs av en solist. Responsorial sång består ofta av en förening av olika fraser som sammanfogats på ett sätt som kallas kentonisation. Tractus som sjungs under Fastan i stället för halleluja, är melismatiska arrangemang av psalmverser och består av ofta återkommande kadenser som är starkt kentonala.

Gregoriansk sång utvecklades för att fylla olika funktioner i romersk-katolsk liturgi. I mycket generella termer kan man säga att liturgiska recitativ används för texter som intoneras av diakoner eller präster. Antifonala sånger ackompanjerar liturgiska handlingar: officiantens intåg, tillredelsen av offergåvorna samt vid nattvardsutdelandet (kommunionen). Responsorial sång förstärker textläsning. 
De icke-psalmodiska sångarna, inklusive Ordinarium, sekvenser och hymner avsågs ursprungligen sjungas av församlingen.  Dessa texters struktur påverkar dess musikaliska stil. I sekvensen sjungs samma melodiska fras i varje verspar. Stroferna i hymnerna använder samma syllabiska melodi för varje stanza.